# Bento Lúcio Machado

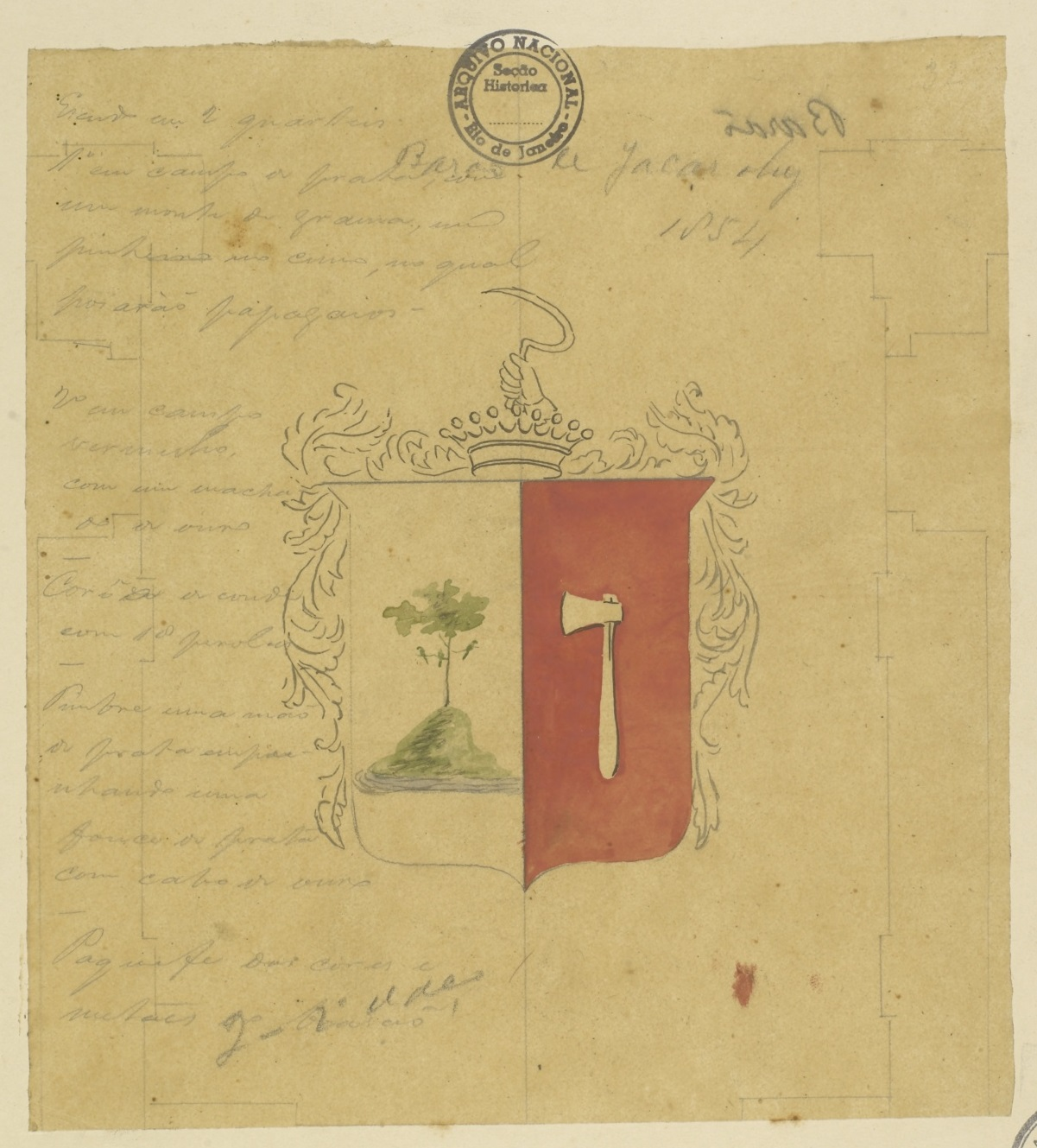
Brasão de Bento Lúcio Machado, 1854. Arquivo Nacional.

Bento Lúcio Machado, primeiro barão com grandeza de Jacareí (Jacareí, ? 1790 — Jacareí, 8 de novembro de 1857), foi um nobre e político do Império do Brasil.

## Biografia
Filho do capitão Salvador Machado de Lima e de Ana Maria da Conceição Nogueira, foi nomeado "eleitor paroquial" da Vila Nossa Senhora da Conceição de Jacareí em 20 de maio de 1821. Uma década depois, mais precisamente em 1831, já ocupando o posto de sargento de milícia, doou 400$000 (quatrocentos mil réis) para o "Corpo de Voluntários Jacariano" fato que associado a muitos outros lhe renderam as seguintes honrarias: Grande do Império, Oficial da Imperial Guarda de Honra, Comendador da Imperial Ordem de Cristo e Oficial da Imperial Ordem da Rosa.
Em 31 de dezembro de 1849, foi agraciado pelo Imperador Dom Pedro II, com o título de Barão de Jacareí e no dia 3 de dezembro de 1852, com o título de Barão de Jacareí com Honras de Grandeza.
Casou-se com Joaquina Angélica de Toledo Barreto, natural de Taubaté, filha de Leonardo Cone de Toledo e de Maria Clara Barreto. Não tiveram filhos. Foi o doador das terras para a construção da Santa Casa de Misericórdia de Jacareí, da qual foi por muitos anos provedor e protetor. Contribuiu com a importante soma de seis contos de réis para as obras da construção da Igreja Matriz de Nossa Senhora da Conceição.